# Jaroslav Pála
Jaroslav Jan Pála (27. září 1882, Přelíc – 9. března 1963, Ilava) byl československý podnikatel, zakladatel elektrotechnické firmy Pála a spol., později Palaba (po znárodnění jako Bateria Slaný) a v letech 1940–1944 starosta města Slaný. 
Po skončení druhé světové války byl obviněn z toho, že zavinil vyhlazení Lidic a odsouzen k doživotnímu trestu vězení.

## Život
Jaroslavův otec Václav Pála (1855–1905) provozoval hostince v různých obcích poblíž Slaného, ale živnost se mu nedařila a po přestěhování rodiny do Slaného se živil jako natěrač a tovární dělník. Pálovi zplodili celkem šest dětí, kdy Jaroslav Jan byl nejstarším (jeho stejně starý bratr-dvojče utonul v předškolním věku), jeho dalšími sourozenci byli Václav (1888–po 1950), Marie (asi 1890–?), Otýlie (1896–asi 1937) a Ota (1898–1944). Velmi nuzné rodinné poměry dohnaly matku k zoufalému činu krádeže chleba, byla však přistižena a odsouzena k jednodennímu uvěznění, což pro ni znamenalo duševní otřes a skončila v ústavu pro duševně choré.
Jaroslav Jan prožil velmi chudé dětství, nicméně po vychození pětitřídní obecné školy absolvoval měšťanskou školu ve Slaném, pracoval jako poslíček a vyučil se zámečníkem ve slánské firmě Bolzano Tedesco & comp., kde pracoval i jeho otec. Projevoval velký zájem o literaturu, byl aktivní ve slánské knihovně a projevoval silné sociální cítění, sympatizoval s tehdejší sociálně demokratickou stranou a byl členem socialistického spolku Omladina.

## Zahraniční zkušenosti
Roku 1903 odešel Jaroslav Pála do Hamburku, kde pracoval jako dělník v textilce a později jako zámečník v loděnici. Zanedlouho se vypracoval na předáka zámečnického oboru, kdy vedl kolektiv šedesáti dělníků. Mimo to se stal členem krajanského spolku Svornost (působícího v Hamburku již od roku 1870) a podporoval krajanské aktivity české menšiny. V Hamburku také založil rodinu, když se roku 1906 oženil s Elisabeth Nienstedt (1880–1946), která byla dcerou jeho mistra. Rodinu brzy doplnili syn Rudolf (1907–1980) a dcera Anna (1911–1996).
Právě dcera Anna zřejmě stála za Pálovou budoucí podnikatelskou aktivitou. Ve věku čtyř měsíců totiž onemocněla mozkovou obrnou, která u ní zanechala trvalé následky. U nemocného kojence probděli rodiče Pálovi řadu nocí, přičemž Jaroslava iritovala velmi krátká (cca 30minutová) životnost tehdejších baterií v kapesních svítilnách. Z vlastní píle se začal zajímat o elektřinu a galvanické články, dokonce si v kuchyni bytu zřídil improvizovanou laboratoř, kde konstruoval a zkoušel nové typy galvanických zdrojů elektřiny. Odpověděl také na inzerát nejmenované berlínské továrny na baterie, která ho angažovala jako vedoucího mistra výroby baterií. Z této firmy však po několika měsících odešel, protože nepovažoval zaměstnavatele za solidního.
V roce 1913 si Pála našel společníka Karla Dillgera a spolu založili firmu HABAFA (Hamburger Batterienfabrik). Jejich baterie zaznamenaly tržní úspěch v několika státech, továrna se do konce války rozrostla na 360 pracovníků a její výrobní kapacita ve vlastní šestipodlažní budově činila až dva miliony baterií a monočlánků různých typů. Pála také dokončil vývoj suché baterie pro kapesní svítilny, jejíž kapacita postačila na 3,5 hodiny svícení, což bylo v roce 1918 unikátní.
V roce 1919 Pála poprvé navštívil nově vzniklé Československo a začal uvažovat o návratu do vlasti, byl však vázán podnikatelskými aktivitami v Hamburku. Ve Slaném si našel nového společníka Norberta Grosse a spolu založili firmu Pála a spol., továrny elektrických článků a baterii ve Slaném. Nová firma sídlila v bývalém cukrovaru na Pražském předměstí, započala činnost 1. září 1919 a zaměstnávala okolo 50 lidí. Po necelém roce společník Gross z firmy odešel a Pála přeměnil firmu na akciovou společnost, kde zůstával dominantním vlastníkem. Stále však většinu času trávil v Hamburku a firmu ještě několik let řídil spíše na dálku, prostřednictvím ředitele Záruby.

## Návrat do Slaného

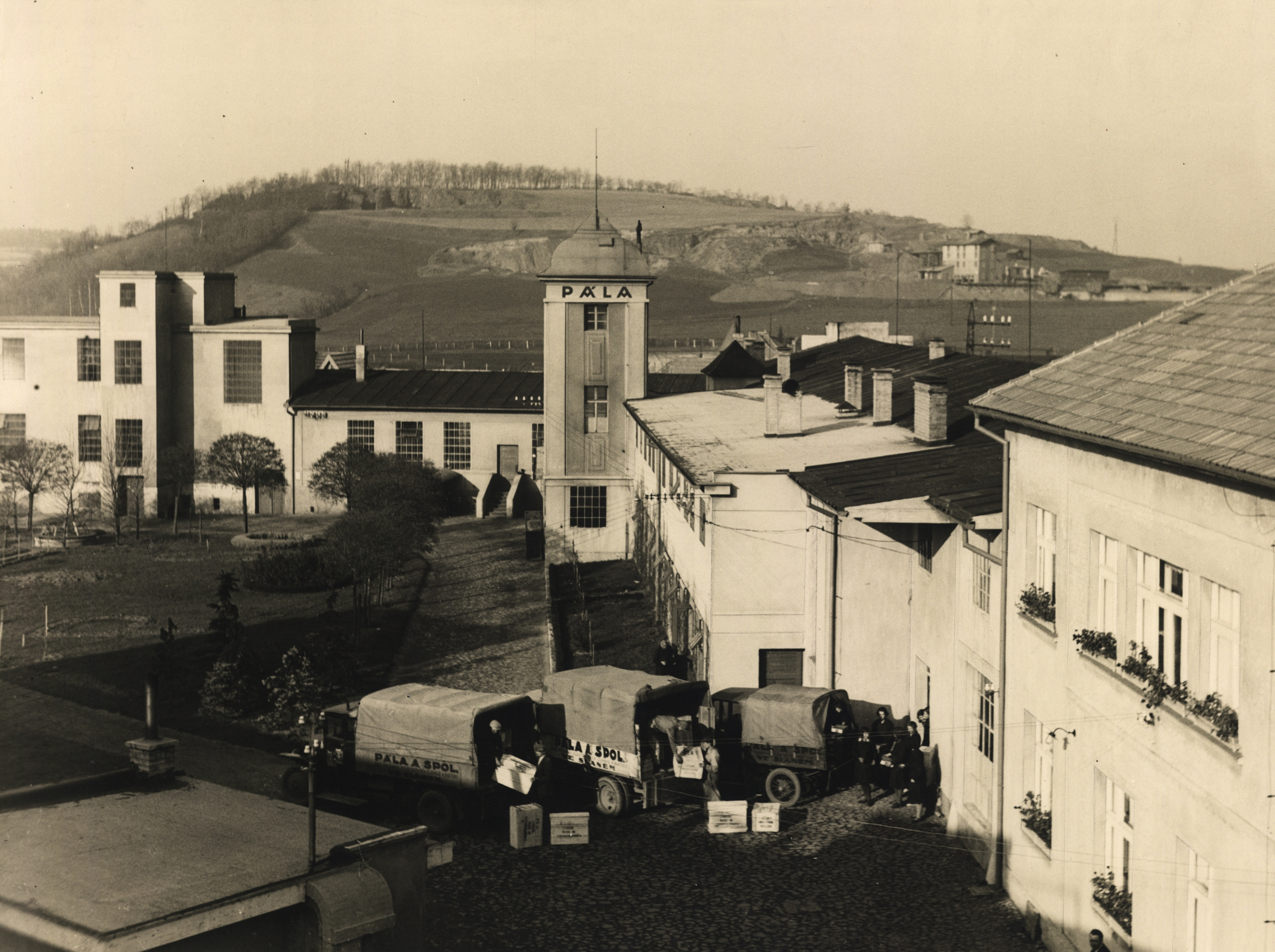
Továrna Pála a spol.

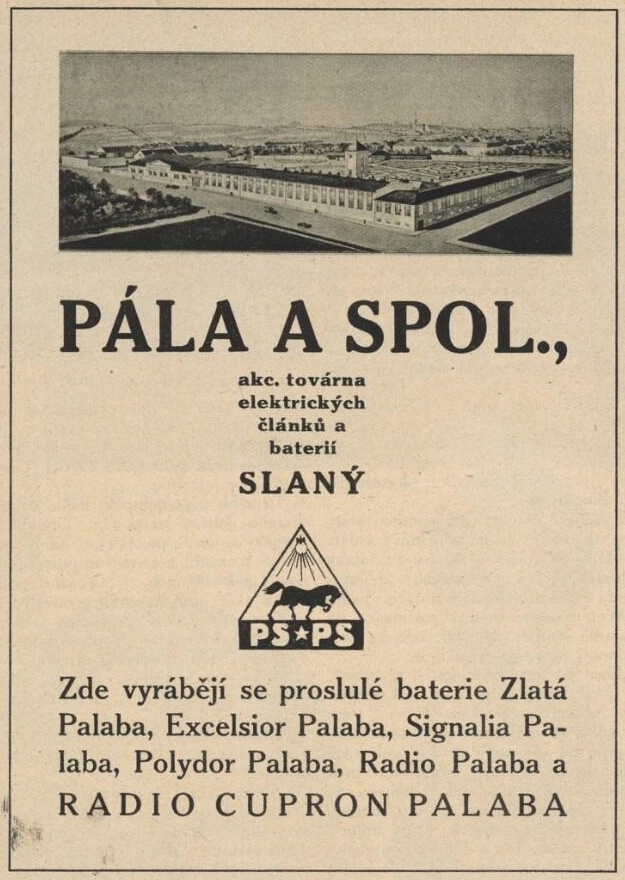
Dobová inzerce – Továrna Pála a spol., Slaný, 1927

V roce 1924 se Pálovi natrvalo přestěhovali do Slaného. Pod Pálovým přímým vedením (coby úřadujícího člena správní rady) se firma začala zásadně rozvíjet, přičemž mj. začala používat komerčně jednodušší název PALABA (Pála, baterie) a jejím symbolem se stalo trojúhelníkové logo s koněm osvětlovaným žárovkou. Autorem loga byl výtvarník Zdenek Rykr.
Pronajatý cukrovar brzy nestačil provozním potřebám a Pála nechal vystavět nový výrobní areál v pozdější Netovické ulici, kam se PALABA přestěhovala roku 1925. Výroba se postupně rozšiřovala, firma expandovala do zahraničí a v roce 1930 dosáhla historické výrobní mety: 5000 baterií denně. Za pozornost stojí fakt, že radiostanice napájená zdroji PALABA stála za záchranou trosečníků vzducholodi Italia, kteří se v roce 1928 pokusili doletět k severnímu pólu.
V reakci na tržní poptávku i na hospodářské krize pak firma rozšiřovala výrobní sortiment: kromě monočlánků a baterií to byly i svítilny, pouzdra na svítilny, startovací akumulátory a radiopřijímače pro automobily (1932), žárovky, signalizační přístroje, čistidla (1935), plynové masky a prostředky civilní obrany (1938). Mezi produkty byla například i obdoba francovky, zvaná Karmelitka. PALABA se postupně rozšiřovala o další objekty, v roce 1932 otevřela tři vlastní prodejny v Praze, v roce 1935 vzniklo oddělení chemické výroby, v roce 1937 vlastní galvanovna a lakovna. V roce 1938 tak zaměstnávala kolem 650 lidí (podle jiných údajů až 800).

## Činnost za okupace
Rozvoj firmy PALABA pokračoval i za války. Pála totiž opakovaně odmítal nabídky finančníků, aby firmu přestěhoval do Prahy, kde by dosáhl na ještě lepší kontakty, prodeje a zisk – naopak trval na tom, že zisková společnost dávající obživu stovkám lidí musí zůstat ve Slaném, aby podporovala tamní chudý region.
S podobným programem také Pála 1. září 1939 předložil veřejnosti ambiciózní rozvojový program Lepší Slaný, kde v padesátiletém časovém horizontu počítal především s rozvojem občanské infrastruktury a veřejných staveb města, jako vybudování sportovního stadionu, rozhledny a přírodního divadla. Zrekonstruovány měly být stavby radnice, divadla a plovárny. Válka znemožnila realizaci programu a dokončen byl v roce 1940 pouze Hasičský dům. S tímto programem byl pak Jaroslav Jan Pála dne 25. dubna 1940 zvolen starostou města. Za jeho působení došlo k výraznému zlepšení městského hospodaření, mj. snížením zadlužení města o 3 miliony korun a navýšením městského jmění o dva miliony korun. Slaný zorganizovalo mohutné oslavy 100 let od narození Antonína Dvořáka, které probíhaly v roce 1941 a zúčastnil se jich i státní prezident dr. Emil Hácha. V době likvidace Sokola dokonce tajně odpečetil místní sokolovnu, aby mohly být vyneseny důvěrné dokumenty Sokola, a poté ji opět úředně zapečetil tak, aby německá správa neměla možnost cokoliv poznat.
Pála pro Němce působil celkem důvěryhodně, přestože se příliš netajil tím, že mu sílící tlak okupační správy nevyhovuje. Vynucených režimních akcí se účastnil z titulu funkce starosty města jen v nezbytné minimální míře, na rozdíl od výrazně loajálnějšího slánského okresního hejtmana Josefa Procházky. Dařilo se mu házet do koše různá udání na české vlastence a dokonce podporoval rodiny zatčených spoluobčanů, především z řad zaměstnanců (mj. Antonína Hnátka, ředitele Palaby, kterého Gestapo zatklo 11. 2. 1943) i veřejných činitelů (z vyšetřovací vazby Gestapa vyreklamoval např. ředitele škol Chyského). Na druhou stranu byl nařčen z toho, že zavinil smrt architekta Oldřicha Smetany, protože ten při sváteční příležitosti odmítl vyvěsit protektorátní vlajku i zaplatit pokutu za tento přestupek, proto ho údajně Pála coby starosta udal jako osobu nepřátelskou Říši.
Pála byl nakonec obviněn z českého šovinismu a Zemský úřad v Praze dne 20. 1. 1944 rozhodl o rozpuštění městského zastupitelstva, starosta Pála byl zproštěn svého úřadu a řízení města byla pověřena správní komise. O poměrech hovoří i to, že hejtman Procházka i předseda komise Fiala na závěrečné veřejné schůzi městské rady hovořili výhradně německy, zatímco Pála pronesl německy jen krátký úvod a poté spustil mnohaminutový projev v češtině.
Firma PALABA v roce 1944 dávala práci 600 zaměstnancům a vyráběla 31 miliónů článků za rok.

### Kauza Lidice: počátek
Ve zjitřené atmosféře po atentátu na zastupujícího protektora Heydricha (27. května 1942) přišel dne 3. června 1942 na stůl ředitele Pály strojem psaný dopis s adresou P. T. firma Pala, akc. společnost ve Slaném, Andulka, závodní číslo 210, a to s následujícím textem: „Drahá Aničko, promiň, že Ti píši tak pozdě, a snad mě pochopíš, neb víš, že mám mnoho práce a starostí. Co jsem chtěl udělat, tak jsem udělal. Onoho osudného dnes jsem spal někde na Čabárně. Jsem zdráv. Na shledanou tento týden a pak již se neuvidíme. Milan“

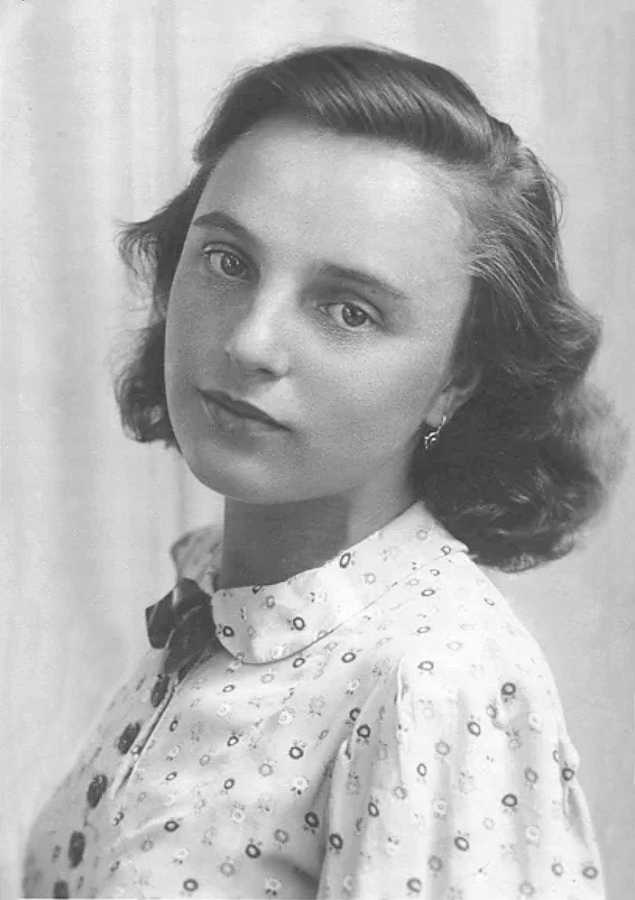
Anna Maruščáková, adresátka osudného dopisu

O okolnostech dopisu panují rozpory: podle některých tvrzení dopis otevřel některý z pracovníků kanceláře a odbavil ho pro ředitelství jako běžnou úřední poštu (dopisů chodily desítky až stovky denně, jejich otevírání měli na starosti úřední sluhové Čermák, Kozák nebo Marek a jejich vyřizování prováděli ředitelé Hnátek, Jakubka nebo Pála mladší, výjimečně sám J. J. Pála), podle jiných Pála dopis otevřel osobně. Každopádně nechal zatelefonovat na četnickou stanici a četník, který se dostavil, se domníval, že jde o obyčejný milostný dopis – Pála však zřejmě dopis považoval za provokaci Gestapa (protože milostný dopis se obvykle nepíše na psacím stroji a s adresou na firmu) a údajně též prohlásil: „Už abyste ho měli, abychom konečně měli klid.“ – toto tvrzení však Pála při pozdějším výslechu popřel; též popíral, že by požadoval předání dopisu gestapu. Poté, co dopis obdrželo Gestapo, následoval výslech adresátky – 19leté Anny Maruščákové (též psáno Maruszczáková), na základě kterého dospěli vyšetřovatelé gestapa k závěru, že oním „Milanem“ je Josef Horák, československý důstojník původem z Lidic, který utekl v roce 1939 z Protektorátu. Velmi rychle byl však vypátrán skutečný autor: Václav Říha, který se tímto způsobem snažil zbavit své milenky. Z neznámého důvodu Říha při výslechu tvrdil, že Josefa Horáka opakovaně potkal v lese. Gestapo tak jeho tvrzení použilo jako záminku k rozpoutání masakru.
Nejstarší dohledaná publikace, která vychází mj. z výslechů zainteresovaných osob, byla vydána v roce 1945 Ministerstvem vnitra. Jaroslav Andrejs, který ve svých knihách podrobně zdokumentoval okolnosti atentátu na Heydricha, se v první verzi, kterou vydal roku 1947 pod pseudonymem Jan Drejs a názvem Za Heydrichem stín, o roli J. J. Pály ještě nezmiňuje., až v rozšířené verzi Smrt boha smrti z roku 1998 již Pálově podílu na tragédii věnoval celou stránku, zdroje však udává stejné jako v díle z roku 1947. Novější zdroje (vycházející kromě komunistických archivů i ze svědectví zainteresovaných osob nebo z dopisních materiálů) však popisují podíl Jaroslava Pály na lidické tragédii rozdílně.

## Odsouzení a závěr života
Ihned po vypuknutí Pražského povstání, 6. května 1945, komunisty ovládaný Revoluční národní výbor zabral jeho továrnu i jejich rodinnou vilu a Pálu nechal zatknout četnictvem. Při vyšetřování opakovaně popíral, že by byl strůjcem lidické tragédie. Stejně tak i dokumenty a svědectví zatčených členů Gestapa dokazovaly, že inkriminovaný dopis neměl s Lidicemi nic společného. Tyto důkazy ve prospěch Pály se však nikdy nestaly součástí soudního spisu, zůstaly pouze v dokumentech Státní bezpečnosti. Pála věřil, že soudní proces skončí jeho osvobozením. 
Před Mimořádný lidový soud v Praze byl Pála postaven až 30. dubna 1947, dva dny před ukončením existence těchto nestandardních justičních instancí. Spolu s bývalým velitelem četnictva Václavem Ctiborem (prokázaným konfidentem Gestapa, jemuž byl za odměnu snížen jeho trest) byli obžalováni, že v srpnu 1942 udali německé státní policii arch. Oldřicha Smetanu a zavinili tak jeho smrt. Pála sám pak byl obžalován, že „podporoval a propagoval nacistické hnutí, a to jako člen různých spolků, pěstujících spolupráci s Němci, zejména pak zvyšováním výroby ve svém podniku“ a že zavinil smrt Anny Maruszákové a Václava Říhy. Pála se hájil mj. tím, že se obával provokace německé konkurence a že věřil, že četnictvo nepodnikne nic, co by mohlo mít nepříznivé následky. – v inkriminované době totiž jeho firma čelila opakovaným intrikám ze strany konkurenční firmy Hans Wegener, jejíž majitel coby konfident Gestapa usiloval o převzetí kontroly nad Palabou. Proti Pálovi tehdy přímo vypovídali jen dva svědci: bývalý četnický strážmistr (nyní příslušník StB) František Vybíral a spoluobžalovaný Václav Ctibor. Soud uvedl, že zmiňovaný milostný dopis se netýkal zájmů jeho firmy a měl být adresátce předán – a i kdyby se mu v době heydrichiády zdál podezřelý, mohl ho podle názoru soudu zničit, protože se nejednalo o dopis doporučený.
Rozsudek byl vynesen 2. května 1947, Ctibor byl odsouzen na dvacet let odnětí svobody (z vězení byl propuštěn již v roce 1955) a Pála na doživotí, s propadnutím 2/3 majetku. V roce 1955 mu byl trest při amnestii snížen z doživotí na 25 let (tzn. se započtením vazby do roku 1970). 
Postupně byl umístěn ve věznicích Bory (od 27. května 1947), Valdice (od 23. září 1951), Ilava (od května 1952) a Leopoldov (přechodně 1960/1961). Ve vězení byl šikanován například tím, že mu nebylo umožněno si s návštěvou dopisovat (byl přitom již zcela hluchý) a korespondence mu byla úmyslně zadržována po několik týdnů.. Sám se však choval řádně – jak zdůraznil ve své žádosti o prominutí zbytku trestu z 18. 7. 1957, nikdy nebyl disciplinárně trestán, podal deset zlepšovacích návrhů, daroval peníze na penicilin pro nemocného spoluvězně nebo dokonce daroval krev. Jeho zdravotní stav se však zhoršoval, náčelník vězeňské nemocnice v Ilavě dne 30. 3. 1962 konstatoval, že odsouzený Pála je ve svých 80 letech téměř slepý, hluchý, chudokrevný a neschopný práce – paradoxně však také dodal, že jeho propuštění nedoporučuje, protože Pála je buržoazního původu a mohl by pokračovat v trestné činnosti. Obvodní soud pro Prahu 2 tak 12. 12. 1962 dospěl k závěru, že „zdravotní stav odsouzeného není natolik závadný, aby mu mohl být prominut zbytek trestu.“ K předčasnému propuštění tak nedošlo ani přes opakované žádosti invalidní dcery Anny (včetně žádosti prezidentu Klementu Gottwaldovi o udělení milosti formou snížení trestu), která poukazovala na společensky prospěšný předválečný život otce, který se vypracoval z vpravdě proletářských kořenů.
Zemřel ve věznici v Ilavě, urna s jeho popelem byla uložena na slánském hřbitově po roce 1989, neoznačená, v rodinném hrobě.

## Osudy členů rodiny
Manželka Elisabeth se nikdy příliš nenaučila česky a nová domovina jí k srdci nepřirostla, přesto manžela přemlouvala, aby s ohledem na svůj horšící se zdravotní stav nebral funkci starosty. Před koncem války prodělala mrtvici, po válce již prakticky nevnímala okolí a po Novém roce 1946 zemřela.
Syn Rudolf byl vychováván jako nástupce majitele firmy. Po vystudování obchodní akademie v Hamburku ještě absolvoval chemickou školu a v továrně svého otce pak vedl chemickou výrobu. Spolu s ním byl v roce 1945 zatčen pro podezření z kolaborace, to se ale ukázalo jako neopodstatněné a Rudolf Pála byl po třech měsících propuštěn. Pracoval pak v Kralupech nad Vltavou jako dělník. 
Dcera Anna byla po mozkové obrně invalidní, přesto pracovala jako administrativní síla. Po roce 1945 se marně pokoušela o osvobození svého otce.

## Další osudy firmy Palaba
Dne 6. května 1945 byla továrna PALABA znárodněna. V roce 1946 byl zřízen národní podnik (později státní podnik) Bateria a produkce se dále rozvíjela. Po roce 1990 upadla firma do odbytových potíží, které postupně řešila. Protože její činnost již mnohdy nesouvisela s výrobou baterií, navrátila se v roce 1993 k názvu Palaba a. s. V roce 1997 byla restrukturalizována a rozdělena na Nástrojárnu Palaba s.r.o. a Bateria Slaný CZ s.r.o.

## Výstava
V roce 2017 uspořádalo Vlastivědné muzeum ve Slaném a město Slaný výstavu s názvem Továrník Pála a Lepší Slaný. K výstavě byl vydán katalog.